# Regiunile Guineei-Bissau
Guineea-Bissau este împărțită din punct de vedere administrativ în 8 regiuni și un sector autonom (Bissau).
Acestea sunt:
| Nume                    | Reședința | Populația (calc. 2009) |
| ----------------------- | --------- | ---------------------- |
| Regiunea Bafatá         | Bafatá    | 196.920                |
| Regiunea Biombo         | Quinhámel | 64.339                 |
| Sectorul Autonom Bissau | Bissau    | 434.388                |
| Regiunea Bolama         | Bolama    | 27.988                 |
| Regiunea Cacheu         | Cacheu    | 169.335                |
| Regiunea Gabú           | Gabú      | 194.655                |
| Regiunea Oio            | Farim     | 185.861                |
| Regiunea Quinara        | Buba      | 54.970                 |
| Regiunea Tombali        | Catió     | 99.561                 |